# Габріела Гержені
Габріела Гержені (угор. Gerzsenyi Gabriella; 1977, Берегове, Закарпатська область, УРСР, СРСР) — угорська політикиня, депутат Європейського парламенту від Угорщини за списком партії «Тиса», уродженка Закарпаття.

## Біографія
Народилася у 1977 році в місті Берегове, Закарпатської області у місцевій угорській сім'ї.
| Ми багато подорожували в цьому районі, а також збиралися з родиною та друзями, як з угорцями, так і з росіянами та українцями. Загалом, я пам'ятаю свої роки там як сповнені любові та веселощів, завжди була їжа, теплий одяг, ми могли купити машину, і дорослі завжди з усім давали раду |
У 1987 році, після смерті батька, коли Габріелі було 10 років, вона з мамою переїхали до Угорщини.
Гержені має диплом юриста, працювала у міністерстві охорони навколишнього середовища Угорщини, а також Генеральному директораті Єврокомісії з питань довкілля.